# はとばくん
はとばくんは、兵庫県神戸市にて毎年夏に開催されている「Kobe Love Port・みなとまつり（以下みなとまつりと表記）」のイメージキャラクター。
船乗りをモチーフとしている。

## 活動・逸話
2002年のみなとまつり第一回開催時に最初はイラストとして登場し、翌2003年からぬいぐるみ（着ぐるみ）が登場した。
まつりのイメージキャラクターという特性上、事前告知のPR活動やみなとまつり会場内に登場する形になることから、出会うためにはかなりの労力を要するキャラクターのひとりである。
登場当初はみなとまつり会場においても名前を知る人が少なく、かつて「夢提灯」と呼ばれるみなとまつり会場内に飾られた提灯を点灯するためのカウントダウンイベントが開催されていた頃は、ステージ上に登場したはとばくんを見た一部の観客が想像以上の風貌に驚いて小さなざわめきが起こるのが隠れた恒例となりつつあるほど知る人ぞ知るキャラクターであった。
しかしその後はゆるキャラブームの追い風や、みなとまつり会場で配布されるうちわにはとばくんがデザインされていることに加え、スタッフＴシャツのデザインがはとばくんそのものであることなどが功を奏して、登場当初とは比較にならないほど認知度が高まってくるようになった。
イラストとぬいぐるみ（着ぐるみ）のデザインに多少の相違があり、イラストは良い意味でキザっぽい雰囲気だが、ぬいぐるみは全体的に可愛らしく仕上がっている。この相違については親しみを持たせるためのぬいぐるみデザインということでまったく問題視されていない。
2013年にはスマートフォン「Xperia」を紹介する番組にはとばくんが起用された。
2016年に女の子の「はとこちゃん」が登場して、みなとまつり会場ではとばくんと共演したが、翌2017年になるとはとばくん・はとこちゃん共みなとまつり公式サイトやまつり会場に登場しなくなり、2018年も同じく登場していない。

## 関連記事
- Kobe Love Port・みなとまつり